# Коле (Асколи Пичено)
Коле (итал. Colle) насеље је у Италији у округу Асколи Пичено, региону Марке.
Према процени из 2011. у насељу је живело 261 становника. Насеље се налази на надморској висини од 639 м.